# Hôrka
Hôrka (Hongaars: Lándzsásötfalu, Duits: Horke) is een Slowaakse gemeente in de regio Prešov, en maakt deel uit van het district Poprad.
Hôrka telt 1.797 inwoners.